# Fynsmesterskaberne i tennis 2007 (indendørs)
Fynsmesterskaberne i tennis 2007 blev afholdt i Nyborg Tennishal fra 19. til 21. januar 2007. Turneringen afholdes af Fyns Tennis Union. Ved mesterskaberne skulle en ny fynsk mester i herresingle, damesingle og herredouble kåres. 

## Herresingle
Første runde
- Garbers (1) – Konradsen 6-1, 6-0
- Rosen – A. Boe-Hansen 6-1, 6-1
- M. Risager (4) – Elgaard 6-0, 6-3
- Vinkel – S. Risager 6-4, 6-4
- Bergholdt – Birk 6-2, 6-3
- M. Rasch (3) – Kirkeskov 6-3, 6-3
- Mikkelsen – Jørck 6-3, 6-0
- M. Boe-Hansen – Hein 6-3, 6-2

Anden runde
- Garbers (1) – Rosen 6-0, 6-0
- Risager (4) – Vinkel 6-1, 2-6, 6-4
- Rasch (3) – Bergholt 6-1, 6-1
- Boe-Hansen – Mikkelsen 6-3, 6-3

Semifinaler
- Garbers (1) – Risager (4) 6-0, 6-1
- Rasch (3) – Boe-Hansen 6-1, 6-4

Finale
- Morten Garbers (1) – Mikkel Rasch (3) 6-2, 6-4

## Damesingle
23-årige Trine Bassett fra Tennis Club Odense blev atter fynsmester og vandt dermed sin 17. singletitel. Hun vandt en pulje bestående af fem spillere. I sine fire kampe tabte Bassett kun fire partier i alt. Slutstillingen så således ud:
1. Trine Bassett
2. Isabella Garde Schreiner
3. Emma Henriksen
4. Mathilde Henriksen
5. Catharina Johanne Andersen

## Herredouble
Semifinaler
- M. Risager/Rosen (1) – Birk/Kirkeskov 4-6, 7-6, 7-6
- Vinkel/Winkler (2) – Jørck/Raunholst 6-0, 6-1

Finale
- Per Vinkel/Rune Winkler (2) – Martin Risager/Kasper von Rosen (1) 6-1, 6-2

## Fynsmestre
Alle fynsmestre var fra Tennis Club Odense:
- Herresingle: Morten Garbers
- Damesingle: Trine Bassett
- Herredouble: Per Vinkel og Rune Winkler